# Cuatrecasanthus
Cuatrecasanthus, rod glavočika iz Južne Amerike (Ekvador i Peru) smješten u podtribus Piptocarphinae, dio tribusa Vernonieae, potporodica Vernonioideae.
Postoji 6 priznatih opisanih vrsta; grmovi i drveće.

## Vrste
1. Cuatrecasanthus flexipappus (Gleason) H.Rob.
2. Cuatrecasanthus giannasii (Stutts) H.Rob. & V.A.Funk
3. Cuatrecasanthus jelskii (Hieron.) H.Rob.
4. Cuatrecasanthus kingii H.Rob. & V.A.Funk
5. Cuatrecasanthus lanceolatus H.Rob. & V.A.Funk
6. Cuatrecasanthus sandemanii (H.Rob.) H.Rob.